# Новый (Камчатский край)
Н́овый — посёлок в Елизовском районе Камчатского края России. Административный центр Новоавачинского сельского поселения.

## География
Посёлок находится на расстоянии 12 км к юго-востоку от города Елизово, административного центра района.

## История
Посёлок основан в 1938 году и получил наименование 16-й километр — по своему расположению на 16-м км шоссе Петропавловск-Камчатский — Елизово. Нынешнее название посёлок получил в 1959 году после того, как был образован Авачинский зверосовхоз.

## Население
| 2002 | 2010  | 2012  | 2013  | 2015  | 2016  | 2018  | 2020  |
| ---- | ----- | ----- | ----- | ----- | ----- | ----- | ----- |
| 1143 | ↘1134 | ↗1141 | ↗1270 | ↘1201 | ↗1259 | ↗1300 | ↗1316 |

## Улицы
| - ул. Авачинская, - ул. Берёзовая, - ул. Брусничная, - ул. Лесная, - ул. Луговая, - ул. Молодёжная, | - пер. Морской, - ул. Олимпийская, - ул. Ольховая, - ул. Полевая, - ул. Рябиновая, - ул. Сахалинская, | - ул. Солнечная, - ул. Спортивная, - ул. Строительная, - ул. Цветочная, - ул. Центральная, - ул. Шоссейная. |